# 桶谷菜穂
桶谷 菜穂（おけたに なほ、3月7日 -1995）は、日本の女性声優。石川県出身。ピアレスガーベラに所属していた。

## 経歴
2018年6月にマリン・エンタテインメントによって結成された声優ユニット「teaЯLove」（ティアラブ）のメンバー。2022年のラストライブまで約4年半活動を行った。

## 出演

### テレビアニメ
2016年
- モブサイコ100（2016年 - 2022年、ジャガイモ） - 3シリーズ

2017年
- CHAOS;CHILD（ネット民B）
- 昭和元禄落語心中 -助六再び篇-（園児、遊女）

2019年
- ポプテピピック TVスペシャル（キューティーシャーク）

2021年
- ゴジラ S.P ＜シンギュラポイント＞（子供、スーパーの店員、子供A）

2022年
- ジョジョの奇妙な冒険 ストーンオーシャン（2022年 - 2023年、囚人A、女囚B、アナウンス、看護師A、女性客B 他） - 3シリーズ

2023年
- 火狩りの王（2023年 - 2024年、来客、くれは） - 2シリーズ
- 文豪ストレイドッグス（客C）

### 劇場アニメ
- 劇場版 はいからさんが通る 前編 〜紅緒、花の17歳〜（2017年）
- ANEMONE/交響詩篇エウレカセブン ハイエボリューション（2018年）

### OVA
- モブサイコ100 第一回霊とか相談所慰安旅行〜ココロ満たす癒やしの旅〜（2019年、CMの女の子）

### Webアニメ
- T・Pぼん（2024年、女性客）

### ゲーム
- BLUE PROTOCOL[4]（2023年）

## ディスコグラフィ

### その他参加楽曲
| 発売日   | 商品名               | 歌       | 楽曲                     | 備考               |
| 2019年   | 2019年               | 2019年   | 2019年                   | 2019年             |
| -------- | -------------------- | -------- | ------------------------ | ------------------ |
| 3月31日  | 瞬間シンクロニシティ | teaRLove | 「瞬間シンクロニシティ」 | 『teaRLove』関連曲 |
| 4月28日  | ソライロメロディ     | teaRLove | 「ソライロメロディ」     | 『teaRLove』関連曲 |
| 6月30日  | 恋するサマーラッシュ | teaRLove | 「恋するサマーラッシュ」 | 『teaRLove』関連曲 |
| 9月28日  | 勇気の翼             | teaRLove | 「勇気の翼」             | 『teaRLove』関連曲 |
| 12月15日 | 僕らの夢のその先へ   | teaRLove | 「僕らの夢のその先へ」   | 『teaRLove』関連曲 |
| 2020年   |                      |          |                          |                    |
| 2月22日  | NO IMITATION         | teaRLove | 「NO IMITATION」         | 『teaRLove』関連曲 |

### シリーズ一覧
1. ↑  第1期（2016年）、第2期『II』（2019年）、第3期『III』（2022年）
2. ↑  第1クール（2022年）、第2クール（2022年）、第3クール（2023年）
3. ↑  第1シーズン（2023年）、第2シーズン（2024年）

### ユニットメンバー
1. 1 2  赤尾ひかる、桶谷菜穂、小野寺瑠奈、河野ひより、桜木夕、関根瞳、高橋菜々美、広瀬世華、福積沙耶、丸岡和佳奈